# Émile Mugnot de Lyden
Œuvres principales
- Les Amoureuses de Paris (1877)
- Les Sœurs de Charité (1879)
- Le théâtre d'autrefois et d'aujourd'hui (1882)
- Le secret professionnel : mœurs contemporaines (1887)
- Nos 144 Régiments de ligne (1888)

Émile Mugnot de Lyden ou Émile de Lyden, né à Paris le 29 septembre 1816 et mort dans le 16e arrondissement de cette même ville le 19 septembre 1894, est un écrivain, romancier et journaliste français.
Émile de Lyden a fait jouer plusieurs pièces de théâtre sur les scènes parisiennes, sous le pseudonyme de Paul Max.

## Biographie

### Filiation
D'après ses biographes, Jules Lermina ou Angelo De Gubernatis, Émile Ferdinand Mugnot de Lyden est né à Paris en 1815 et il est le dernier survivant de la famille des vicomtes de Lyden originaire de Hollande,.
Toutefois, un jugement rendu le 28 août 1855 par la Première chambre du tribunal d'instance de Paris reconnaît : « par constante, la naissance d'Émile Mugnot de Lyden en mil huit cent quinze, de père et mère inconnus dans un lieu qui ne peut être désigné ».
Émile Mugnot de Lyden est-il un descendant de la Maison de Lynden, encore représentée de nos jours ? Cette variante orthographique est attestée et transcrite dans l'acte de décès de sa belle-mère, Marie-Renée Devaux, veuve de Marie-Augustin Sallior, le 9 juillet 1871 à Paris. Quant au premier nom de famille, Mugnot, ce patronyme est d'origine française. S'agit-il du nom de la mère dont l'enfant n'aurait pas été reconnu par le père à la naissance ou celui d'une éventuelle famille adoptante ? À ce stade, rien ne permet aujourd'hui de confirmer ou infirmer ces deux hypothèses.
Le lieu de naissance dans les actes officiels n'est pas précisé faute d'informations, mais si c'est Paris, la tâche pour d'éventuelles recherches est ardue. En effet, la disparition de l'état-civil parisien lors des incendies de l'Hôtel de Ville et du Palais de Justice — où sont déposés les doubles des registres — le 24 mai 1871 au cours de la Semaine sanglante et du fait qu'un tiers seulement des actes est reconstitué par la suite, rendent les investigations difficiles.
Autre interrogation : si les parents sont inconnus de l'enfant, qui l'a élevé et lui a donné les moyens financiers afin de subvenir à son cursus scolaire ? La formation des instituteurs en ce premier quart du XIXe siècle — et c'est la voie choisie par Lyden — passe par une école normale primaire. En 1828, onze écoles normales voient le jour. Elles sont toutes dirigées par des congrégations enseignantes. Il faut attendre François Guizot et sa loi du 28 juin 1833 pour que l’État se charge de la direction de ces écoles. Désormais il y aura une école normale primaire par département. Les élèves doivent financer leurs études sauf s’ils sont boursiers. Émile de Lyden  évoque sa jeunesse étudiante à Paris dans un  article du Mousquetaire, le journal d'Alexandre Dumas : « Voyage autour d'un ruban bleu ». Ses études, grâce à un parcours universitaire brillant, l'emmènent  jusqu'au métier d'enseignant avant de devenir journaliste puis homme de lettres.
Ses contemporains sont également dubitatifs à propos de sa véritable identité, tel Edmond-Antoine Poinsot dit Georges d'Heylli. Ce dernier mentionne dans son dictionnaire que le nom de famille E. M. de Lyden est un pseudonyme et le confond avec un autre publiciste, J. Meilheurat, en lui attribuant ses œuvres.

### Carrière

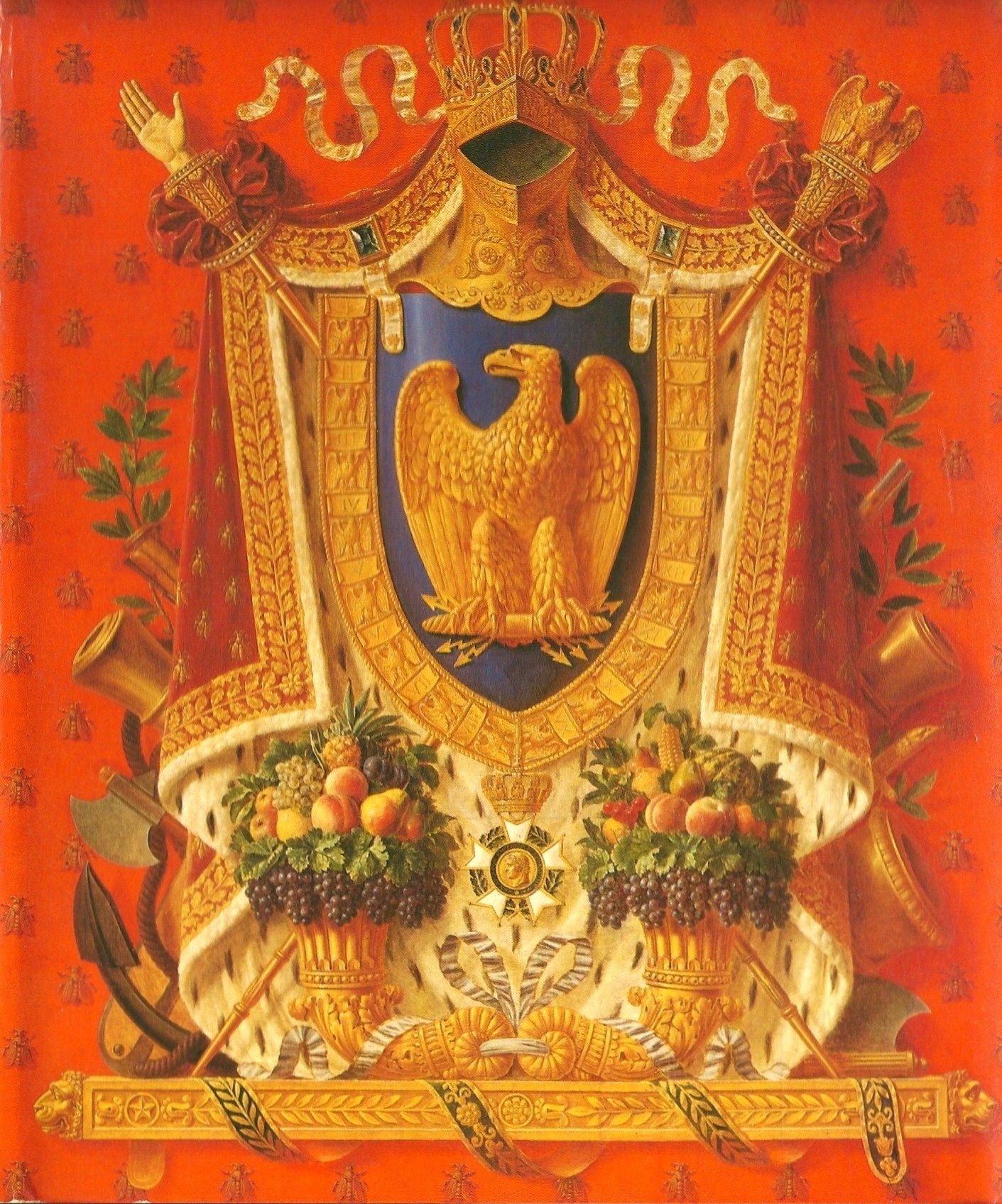
Les grandes armes de l'Empire français (1809), modèle de tapisserie pour la manufacture des Gobelins par François Dubois (1790-1871) d'après Jacques-Louis de la Hamayde de Saint-Ange (1780-1860).

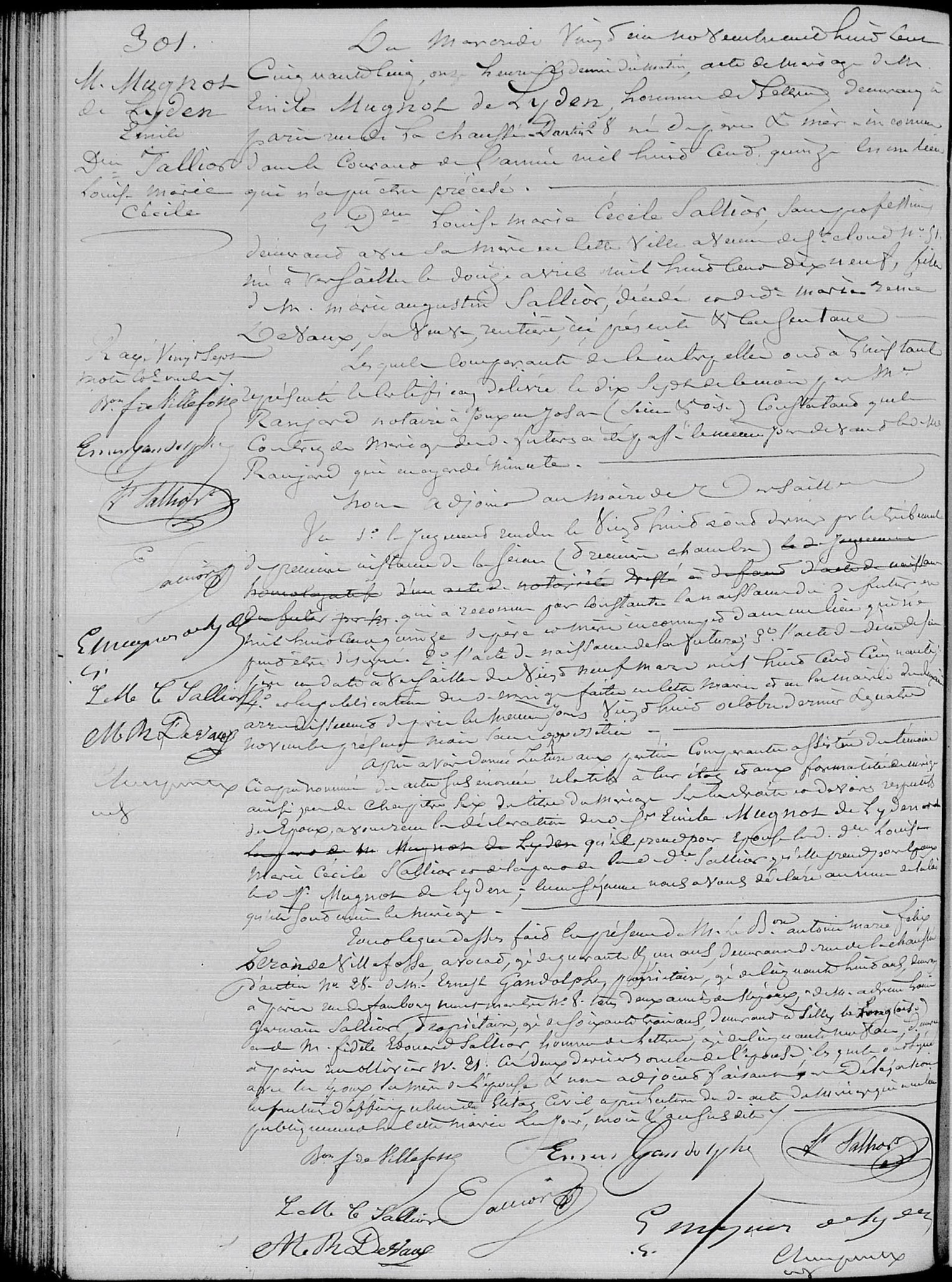
Acte de mariage d'Émile Mugnot de Lyden et de Louise Marie Cécile Sallior (1819–1895), musicienne, le 21 novembre 1855 à Versailles.

Émile de Lyden est un écrivain, journaliste, romancier et il est membre du comité de la Société des gens de lettres. Il est promu officier d'académie le 5 mai 1870.
Il se destine d'abord à l'enseignement. Ancien professeur de mathématiques, il fait des études industrielles pratiques et entre dans le journalisme politique en 1841. Néanmoins, il poursuit quelque temps encore son activité de professeur, notamment à Sens dans le département de l'Yonne et dépendant de l'Académie de Paris. Il enseigne le français en classe spéciale dans le collège au 61 rue Thénard — ancien couvent des Célestiins — sous la Seconde République pour la période 1848-1850. Le prince-président, Louis Napoléon Bonaparte  prononce un discours dans la cour de ce collège et organise un banquet le 9 septembre 1849 pour l'inauguration de la voie ferrée de Paris à Tonnerre . L'Yonne est l'un des quatre départements à élire Louis-Napoléon Bonaparte à l'Assemblée nationale constituante le 4 juin 1848, puis aux élections législatives des 17 et 18 septembre 1848. De Lyden travaille également à L'Yonne, journal d'Auxerre et du département.
Émile Mugnot de Lyden est un partisan du prince-président, le futur Napoléon III, et il est considéré comme un familier du palais des Tuileries lors de l'accession au trône de l'empereur. Fidèle à l'Empire et même après la chute du régime en 1870, il fait le déplacement en Angleterre pour assister aux funérailles de Napoléon III , mort à Chislehurst le 9 janvier 1873 et son nom figure dans le procès-verbal des visiteurs. Il sera également présent à l'une des messes célébrées dans les églises parisiennes en la mémoire du défunt empereur dans ce même mois de janvier 1873, au côté de tous les anciens dignitaires du régime napoléonien. 
Mugnot de Lyden est rédacteur en chef de plusieurs grands journaux de province, principalement bonapartistes,, tels que : Le Journal du Cher, L'Yonne, La Revue bourguignonne, Le Journal d'Yvetot, La Revue picarde et Le Nouvelliste de Rouen.
Mais il collabore aussi à la plupart des journaux impérialistes ou conservateurs de Paris : Le Pays, Le Public, Le Globe, L'Ordre, Le Figaro, Le Peuple français, Le Constitutionnel. Depuis de longues années il est attaché au quotidien La Patrie comme rédacteur du Bulletin politique.
Il est également collaborateur de La Revue contemporaine, Le Bulletin de la Société de gens de lettre, La Ruche parisienne, Le Monde littéraire, L'Illustrateur des dames, Les Nouvelles, La Mode, Le Mousquetaire, La Revue parisienne, Le Monde illustré, Le Derby, La Liberté, Le Ménestrel, L'Univers illustré, La Petite presse, le Journal pour tous, La Garde nationale, L'Étincelle, Paris le soir, Orphéon, Paris-Caprice, L'Art et la mode, etc. 
Critique d'art, il fait partie de la commission musicale à l'Exposition universelle de 1878 et fait de nombreux comptes rendus d'expositions industrielles. Il reçoit à l'occasion de son travail sur l'exposition de Châlons-sur-Marne une médaille d'or décernée par la ville, et il intègre de nombreux jurys musicaux. Il s'est occupé pendant vingt ans de l'enseignement populaire de la musique.
Ancien secrétaire général de la commission permanente des Orphéons de Seine-et-Oise, il a écrit l'histoire des sociétés chorales dans plusieurs départements. II est d'autre part membre correspondant de plusieurs sociétés savantes, lauréat de la Société d'encouragement au bien, membre de la Société des auteurs dramatiques, des auteurs et compositeurs de musique, etc. Il publie aussi d'abondantes nouvelles dans le Bulletin de la Société des gens de lettres.
Il a écrit de nombreux romans et des nouvelles ainsi que des études administratives et économiques.
Il a fait jouer plusieurs pièces de théâtre sous le pseudonyme de Paul Max, sur une période de trente années.
Émile Mugnot de Lyden épouse Louise Marie Cécile Sallior (1819–1895) musicienne et professeur de piano, à Versailles, le 21 novembre 1855. Cette union est sans postérité.
Émile de Lyden meurt à Paris (16e arrondissement), le 19 septembre 1894, à l'âge de 79 ans.

### Contexte familial
Du fait de son mariage avec Louise Marie Cécile Sallior, fille de Marie Augustin Sallior, Émile Mugnot de Lyden  est en parenté avec la famille de Claude Robillon, directeur du théâtre de Versailles, mais aussi celle de l'écrivain Alexandre Basset et de son fils Charles Basset dit Adrien Robert.
La famille Sallior est originaire de Paris et Versailles et elle compte dans ses rangs, des avocats, des membres de l'administration du roi à Versailles et des musiciens.

## Œuvres

### Romans

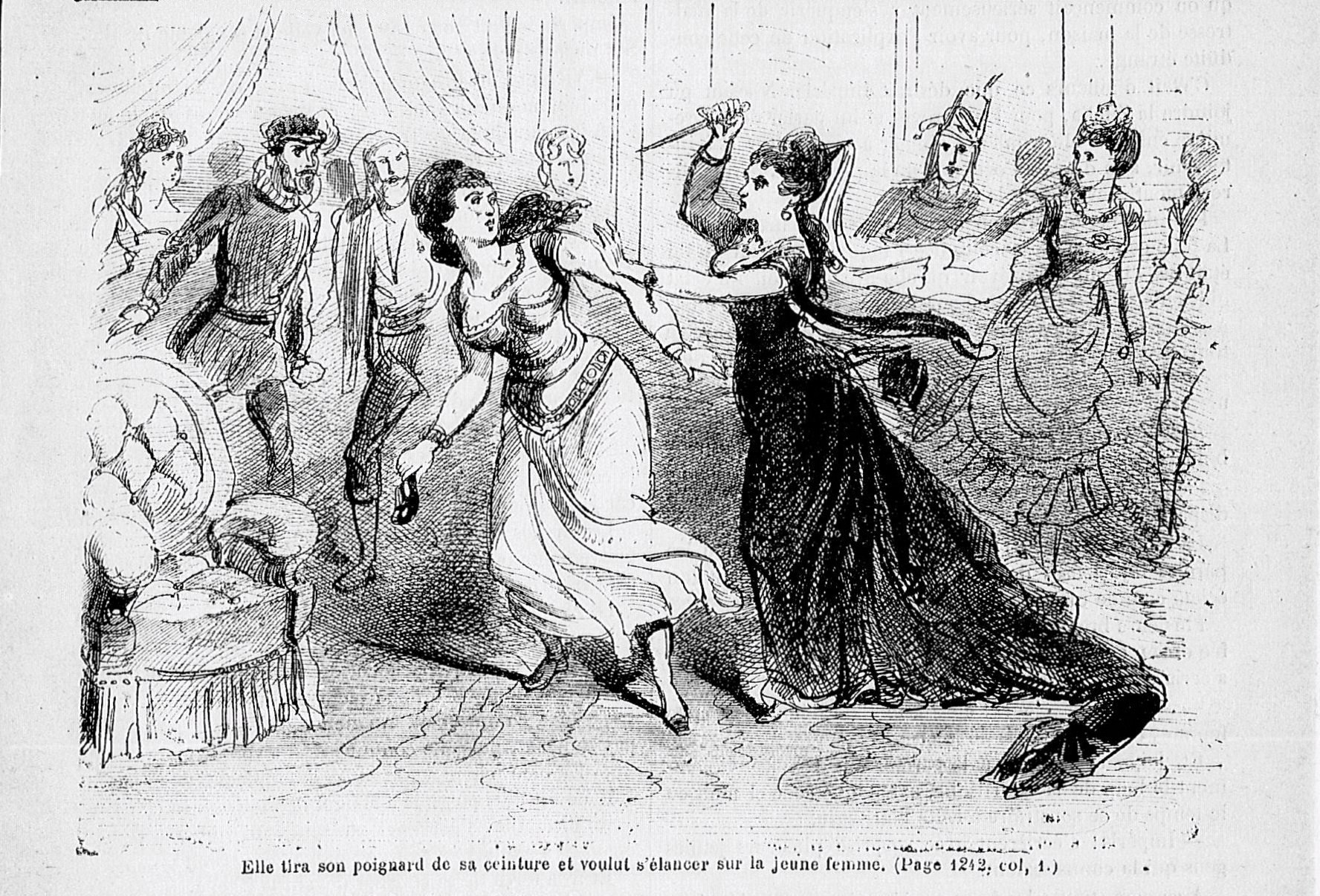
Elle tira son poignard de sa ceinture et voulut s'élancer sur la jeune femme, dessin extrait du roman, Les amoureuses de Paris, d'Émile Mugnot de Lyden en collaboration avec Émile Richebourg.

- Émile Mugnot de Lyden, Autour d'une robe à volants (fantaisie), Rouen, Éditions de l'imprimerie Saint-Evron, 13 octobre 1857, 28 p. L'œuvre est publiée en 1855 sous le titre : Voyage autour d'une robe à volans (sans le « t ») dans le journal Le Mousquetaire d'Alexandre Dumas, du n° 314 au n° 321 inclus : Le Mousquetaire n° 314. Publication également en 1856 aux éditions Jollet-Souchois à Bourges. Autre édition : « Voyages de découverte autour d'une robe à volants pour femme » aux Éditions s.n. (sans nom) en 1857.
- Émile Mugnot de Lyden, Les Sœurs de Charité (étude), Paris, Éditions Édouard Dentu, 1879, 310 p. (lire en ligne)
- Émile Mugnot de Lyden (en collaboration avec Émile Richebourg), Les Amoureuses de Paris, vol. 1 : La belle Impéria (roman), Paris, Éditions Édouard Dentu, 1er mai 1877, 391 p.
- Émile Mugnot de Lyden (en collaboration avec Émile Richebourg), Les Amoureuses de Paris, vol. 2 : Ange et démon (roman), Paris, Éditions Édouard Dentu, 1880
- Émile Mugnot de Lyden (en collaboration avec Émile Richebourg), Les Amoureuses de Paris (roman), Paris, Éditions Jules Rouff, 1883, 852 p. (lire en ligne) Cette nouvelle version est éditée en un seul volume et se distingue par ses trois parties : La belle Impéria (page 3), Ange et démon (page 234), Les haines (page 540).
- Émile Mugnot de Lyden, Le théâtre d'autrefois et d'aujourd'hui : Cantatrices et comédiens 1532-1882 (étude), Paris, Éditions Édouard Dentu, 1882, 308 p. (lire en ligne)
- Émile Mugnot de Lyden, La répétition : monologue pour jeune fille, dit par Mme Simon-Max, du Théâtre de la Gaité, Paris, Éditions Tresse et Stock, 1889, 8 p. (lire en ligne)
- Émile Mugnot de Lyden, Nos 144e Régiments de ligne, Paris, Éditions La Librairie Illustrée, 1888, 594 p. (lire en ligne)
- Émile Mugnot de Lyden, Le Frotteur de Louis XV (nouvelle historique), Le Mans, Éditions Edmond Monnoyer, 1867, 62 p. (lire en ligne)
- Émile Mugnot de Lyden, Le secret professionnel : mœurs contemporaines, Paris, Éditions Édouard Dentu, 1887, 348 p. (lire en ligne)

### Études
- Émile Mugnot de Lyden, Études administratives, Auxerre, Éditions s.n. (sans nom)
- Émile Mugnot de Lyden, De la grande et la petite propriété, Rouen, Éditions de l'imprimerie de Saint-Évron, 1857

### Théâtre
- Émile Mugnot de Lyden (brochure), Questions théâtrales, Rouen, Éditions P. Houin, 1858

### Articles de l'encyclopédie
- Journalisme en France
- Roman (littérature)
- Roman-feuilleton
- Roman historique
- Roman populaire